# La Perle (film, 1929)
Pour les articles homonymes, voir Perle (homonymie).
La Perle est un film belge surréaliste réalisé par Henri d'Ursel sous le pseudonyme d'Henri d’Arche, sorti en 1929.

## Synopsis
Un jeune homme achète un collier de perles pour sa fiancée. Il quitte la bijouterie qui s'ouvre sur une forêt, compte le nombre de perles, réalise qu'il en manque une et retourne au magasin. Il y aperçoit une séduisante vendeuse assise sur une vitrine-présentoir, la jupe relevée. Près de sa jarretière, il remarque qu'elle dissimule maladroitement un collier de perles qu'elle tente de voler. Outré, le joaillier la renvoie. La jeune femme part, assise sur le cadre du vélo du jeune homme. Ensuite la perle est perdue, retrouvée et reperdue.

## Fiche technique
- Titre : La Perle
- Réalisation : Henri d’Arche (pseudonyme d'Henri d'Ursel)
- Scénario : Georges Hugnet
- Prises de vues : Marc Bujard
- Année de production : 1929
- Pays de production :  Belgique
- Durée : 33 minutes
- Spécifications :
  - Noir et blanc
  - Ratio : 1.33 : 1
  - Format : 35 mm
- Date de sortie : 6 juin 1929, au Studio des Ursulines à Paris
- Affiche : Jacques Bonneaud (France)

## Distribution
- Georges Hugnet : le jeune homme
- Kissa Kouprine : la voleuse
- Renée Savoye : la somnambule (comme Renée Savoy)
- Mary Stutz : Lulu, la fiancée du jeune homme

## Commentaires
C'est le seul film réalisé par le cinéaste Henri d’Arche et également le seul scénario écrit par le poète Georges Hugnet.
Le film s'ouvre par une série de photos détaillant la transmutation d'une perle depuis ses débuts organiques jusqu'à son utilisation dans un collier. Cette séquence de prises de vue se réfère au surréalisme non-narratif et s'inspire de la séquence d'ouverture de L'Étoile de mer, réalisé en 1928 par Man Ray. Dans une autre scène déroutante du film, la voleuse joue aux dés avec une autre femme dans une baignoire, ce qui rappelle une séquence d'un autre film de Man Ray, Les Mystères du château de Dé (1929).
C'est aussi un clin d'œil des surréalistes aux serials de Louis Feuillade.

## DVD
La Cinémathèque royale de Belgique a édité le coffret Avant-garde 1927-1937 : Surréalisme et expérimentation dans le cinéma belge qui contient deux DVD totalisant dix films surréalistes. Outre La Perle, le coffret comprend entre autres des films de Charles Dekeukeleire et d'Henri Storck.